# Red Flag (musikgrupp)
Red Flag var en amerikansk/brittisk synthpop-duo som bildades 1984 i San Diego av bröderna Chris och Mark Reynolds, och är sedan 2007 ett soloprojekt av Chris Reynolds. 
Bröderna föddes i Liverpool i England, men flyttade senare med familjen till olika städer i Nordamerika såsom Montréal och Seattle.
Efter uppväxt i Liverpool, efter sin faders kringresande jobb, flyttade de till platser som Montréal och Seattle (1979). Till slut bosatte familjen sig i den amerikanska delstaten Kalifornien, först i staden Los Angeles och sedan i San Diego. Bröderna började att spela elektronisk musik 1982 efter att Mark Reynolds köpte en Roland Juno-60-synthesizer. Bröderna Reynolds första inspelade låt, "Distant Memories (vid denna tid hette brödernas band Shades of May), inkluderades på samlingsalbumet Local Heras som släpptes av radiostationen 91X i San Diego 1984.
Medan Shades of May fick erbjudanden att uppträda live satsade bröderna på att studera musik och datorteknik. Senare döptes bandet om till Red Flag (svenska: Röd Flagga), som ofta förknippades med Sovjetunionens flagga och socialism, trots att bröderna hävdade att namnet härstammar från en varningssignal som används i surfning. Red Flag turnerade ofta och spelade som förband till new wave- och syntpopartister såsom Devo, Thomas Dolby, Book of Love och Real Life.
År 1991 lämnade duon Enigma Records och skrev avtal med I.R.S. Records. Året därpå släpptes albumet Machines, och år 1993 sa bandet upp sig med I.R.S. Records. Bröderna grundade sedan ett oberoende skivbolag, Plan B Records, som de har släppt alla sina efterföljande inspelningar på. År 2000 släpptes albumet The Crypt och samma år spelade Red Flag tillsammans med europeiska electropop- och futurepopgrupper som Dance or Die, Melotron, Mesh, T.O.Y. samt De/Vision. Den 17 maj 2002, uppträdde bandet på en konsert på Museo de la Nación i Lima i Peru inför en publik på nästan en tusen. Duon upplöstes den 7 april 2003 då Mark Reynolds tog livet av sig.
Under 2007 återlanserade Chris Reynolds bandets officiella webbplats och tillkännagav planer på att spela in ett nytt Red Flag-soloalbum med titeln Born Again. Albumet blev Chris Reynolds debut som sångare. Chris Reynolds visade också planer på att släppa ett album med jultema under vintern 2007 och även ett greatest hits-album. Red Flags comebackturné började i Chicago och innehöll uppträdande på Dark Arts Festival 07, Gothicfest 07 samt Gothic Cruise 08. Paul Fredric från Asmodeus X och Phase Theory spelade då elektroniskt trumset i bandet.

## Diskografi
Album
- Naïve Art (1989)
- The Lighthouse (1994)
- Caveat Emptor (1998)
- The Eagle and Child (2000)
- The Crypt (2000)
- Fear of a Red Planet (2001)
- The Bitter End (2002)
- Codebreaker T133 (2002)
- Born Again (2007)
- Time Is the Reaper (2008)
- Remnants (2008)
- Nemesis (2010)
- Serenity (2012)

Remixalbum
- Naïve Dance (1990)
- EP (1996)
- Naïve Art - Special Edition (2001)
- Who Are the Skulls? (2002)
- RMXDI (2008)
- RMXDII (2009)